# João I.

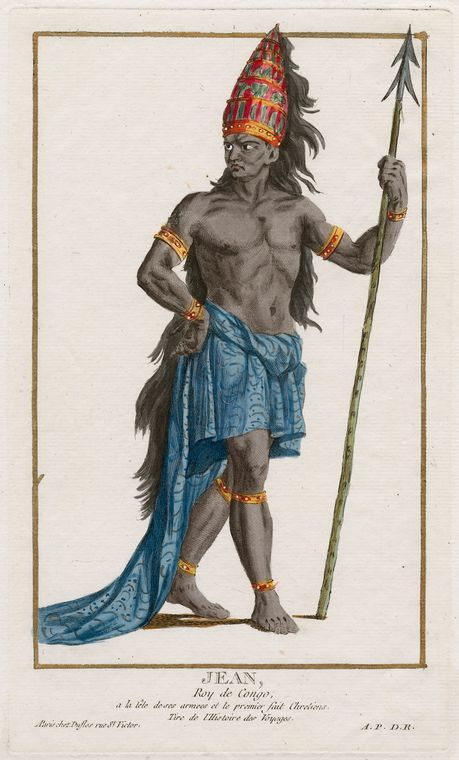
Handkolorierter Kupferstich von Pierre Duflos (1742–1816)

João I. von Kongo († 1509), geboren als Nzinga a Nkuwu oder Nkuwu Nzinga, war der Herrscher des Königreiches Kongo zwischen 1470 und 1509. Er wurde am 3. Mai 1491 von portugiesischen Missionaren getauft. Aufgrund seines Interesses an Portugal und dessen Kultur nahm er 1485 Diogo Cão auf.

## Frühe Herrschaft
König Nzinga a Nkuwu war der siebte König des Königreich Kongo. Er war mit Königin Nzinga a Nlaza, seiner ersten Cousine, verheiratet. Sie hatte mit dem König einen Sohn namens Nzinga Mbemba. Unter der Herrschaft Nzinga a Nkuwus war Kongo auf eine Fläche von 100.000 km² herangewachsen und bekam eine zentrale Infrastruktur.

## Ankunft der Portugiesen
Im Jahre 1483 erreichte eine portugiesische Karavelle, kommandiert durch Diogo Cão, die Mündung des Kongo-Flusses und nahm Kontakt zu den Untertanen des Königs auf. Cão segelte mit Abgesandten nach Portugal zurück. Bei ihrer Ankunft in Lissabon wurden die Abgesandten getauft und in ein Kloster gebracht, bevor sie 1491 zum König zurückkehrten.
Zusammen mit den Abgesandten kamen portugiesische Priester, Maurer, Zimmerleute und Soldaten sowie europäische Güter nach Kongo. Die Schiffe ankerten im Mpinda und nachdem der Gouverneur von Soyo getauft worden war, ging die Prozession weiter in die Hauptstadt, wo sie vom König und fünf seiner Adligen begrüßt wurden.

### Taufen und spätere Beziehungen
Am 3. Mai 1491 lässt sich der König mit seiner Familie taufen. Anfangs sollten nur der König und seine Adligen bekehrt werden, aber die Königin verlangte, auch getauft zu werden. Kongos Königsfamilie nahm die Namen ihrer portugiesischen Verbündeten an; João, Leonor und Afonso. Tausende Kongolesen waren damit beschäftigt, portugiesischen Tischlern zu helfen, eine Kirche zu bauen, während portugiesische Soldaten dem König halfen, die Provinz Nsundi vor den Bateke zu verteidigen. Die europäischen Feuerwaffen waren für den Sieg entscheidend und es wurden viele Gefangenen gemacht.

## Späteres Leben
Die meisten Portugiesen reisten später mit Sklaven und Elfenbein ab, während sie Priester und Handwerker zurückließen. Nach diesen kulturellen Veränderungen erwies sich das Bekenntnis des Königs zum katholischen Glauben als kurzlebig. Er starb 1509. Ihm folgte sein Sohn nach, unter dem Namen Afonso I.